# Geriho hra
Geriho hra (anglicky Geri's Game) je krátký animovaný snímek vytvořený společností Pixar v roce 1997. Scénář napsal Jan Pinkava, který snímek také režíroval. V roce 1998 vyhrál snímek Oscara v kategorii Nejlepší krátký animovaný film.